# Cnemaspis alantika
Cnemaspis alantika este o specie de șopârle din genul Cnemaspis, familia Gekkonidae, descrisă de Bauer, Chirio, Ineich și Lebreton în anul 2006. Conform Catalogue of Life specia Cnemaspis alantika nu are subspecii cunoscute.